# AMC Concord
O AMC Concord é um automóvel fabricado e comercializado pela American Motors Corporation para os anos dos modelos 1978-1983.  O Concord foi essencialmente uma revisão do AMC Hornet que foi descontinuado após 1977, mas melhor equipado, mais silencioso e mais suave do que a série que substituiu. Foi oferecido em configurações de sedã de quatro portas, cupê de duas portas (até 1982), hatchback de três portas (até 1979) e perua de cinco portas. O Concord foi o produto de volume da AMC desde o momento em que apareceu até a introdução da Renault Alliance.
O carro estava disponível como um modelo AMX de hatchback de duas portas, orientado para esportes, sem emblemas ou identificação "Concord" para o ano modelo de 1978, bem como o Concord Sundancer conversível durante 1981 e 1982, uma conversão autorizada vendida através de revendedores da AMC.
O Vehiculos Automotores Mexicanos (VAM) montaram e comercializaram versões de Concord modificadas no México como o VAM American, incluindo um modelo exclusivo de VAM Lerma.
Uma conversão elétrica de bateria (BEV) da perua Concord foi vendida independentemente da AMC pela Solargen durante 1979 e 1980.